# به آسپیدیستراها رسیدگی کن (فیلم)
به آسپیدیستراها رسیدگی کن (به انگلیسی: Keep the Aspidistra Flying) یا جنگ شاد (به انگلیسی: A Merry War) فیلمی محصول سال ۱۹۹۷ و به کارگردانی رابرت بیرمن است. در این فیلم بازیگرانی همچون ریچارد ئی. گرانت، هلنا بونهام کارتر، جولین وادهام، جیم کارتر، هریت والتر، باربارا لی-هانت، لیز اسمیت، دوروتی اتکینسون، بیل والیس، ملکوم سینکلیر و بن مایلز ایفای نقش کرده‌اند.
این فیلم بر اساس کتاب به آسپیدیستراها رسیدگی کن، نوشته جرج اورول ساخته شده است.